# TheBoyTheManThePale
TheBoyTheManThePale er et dansk rockband. 
Trioen blev dannet i november 2008 og består af sangerinden Anna Valgreen, Johannes Smed på vokal, guitar, synth og bas og trommerslageren Toke Hage.
Den selvbetitlede debut-EP, som udkom i sommeren 2009, har fået mange rosende ord med på vejen af blandt andet Gaffa.
Musikalsk inspiration henter TheBoyTheManThePale fra navne som Nick Cave, The Kills, Portishead og The White Stripes.